# Бургер, Схалк (1955)
Схалк Виллем Петрус Бургер-старший (англ. Schalk Willem Petrus Burger Snr., родился 6 июня 1955 года в Кейптауне) — южноафриканский регбист, выступавший на позициях фланкера и лока. Отец Схалка Бургера-младшего, также южноафриканского регбиста, чемпиона мира 2007 года.

## Биография
Бургер-старший окончил гимназию Парла и Стелленбосский университет. Играл за команды Восточной и Западной провинций в Кубке Карри. За сборную ЮАР сыграл всего 6 матчей, дебютировав 2 июня 1984 года против Англии в Порт-Элизабет. Сыграл 9 июня второй тест-матч против Англии, ещё четыре тест-матча провёл в 1986 году против Новой Зеландии, известной официально как «Олл Блэкс»: она тогда участвовала в турне по ЮАР под названием «Нью Зиленд Кавальерс».
16 апреля Бургер сыграл в матче сборной мира против «Британских львов». Также входил в заявку на матч сборной мира против Пяти наций от 19 апреля того же года.
Бургер-старший владеет виноградником Вельбедахт в южноафриканском местечке Веллингтон (к северо-западу от горы Грунберг). Увлекается игрой в гольф.

## Матчи за сборную
При указании счёта первыми идут очки сборной ЮАР
| Номер | Противник            | Счёт  | Позиция | Очки | Дата        | Место                      |
| ----- | -------------------- | ----- | ------- | ---- | ----------- | -------------------------- |
| 1.    | Англия               | 33–15 | Лок     | 0    | 2 июня 1984 | Бут Эразмус, Порт-Элизабет |
| 2.    | Англия               | 35–9  | Лок     | 0    | 9 июня 1984 | Эллис Парк, Йоханнесбург   |
| 3.    | Нью Зиленд Кавальерс | 21–15 | Лок     | 0    | 10 мая 1986 | Ньюлендс, Кейптаун         |
| 4.    | Нью Зиленд Кавальерс | 18–19 | Лок     | 0    | 17 мая 1986 | Кингз Парк, Дурбан         |
| 5.    | Нью Зиленд Кавальерс | 33–18 | Лок     | 0    | 24 мая 1986 | Лофтус Версфельд, Претория |
| 6.    | Нью Зиленд Кавальерс | 24–10 | Лок     | 0    | 31 мая 1986 | Эллис Парк, Йоханнесбург   |